# Chicago Loop

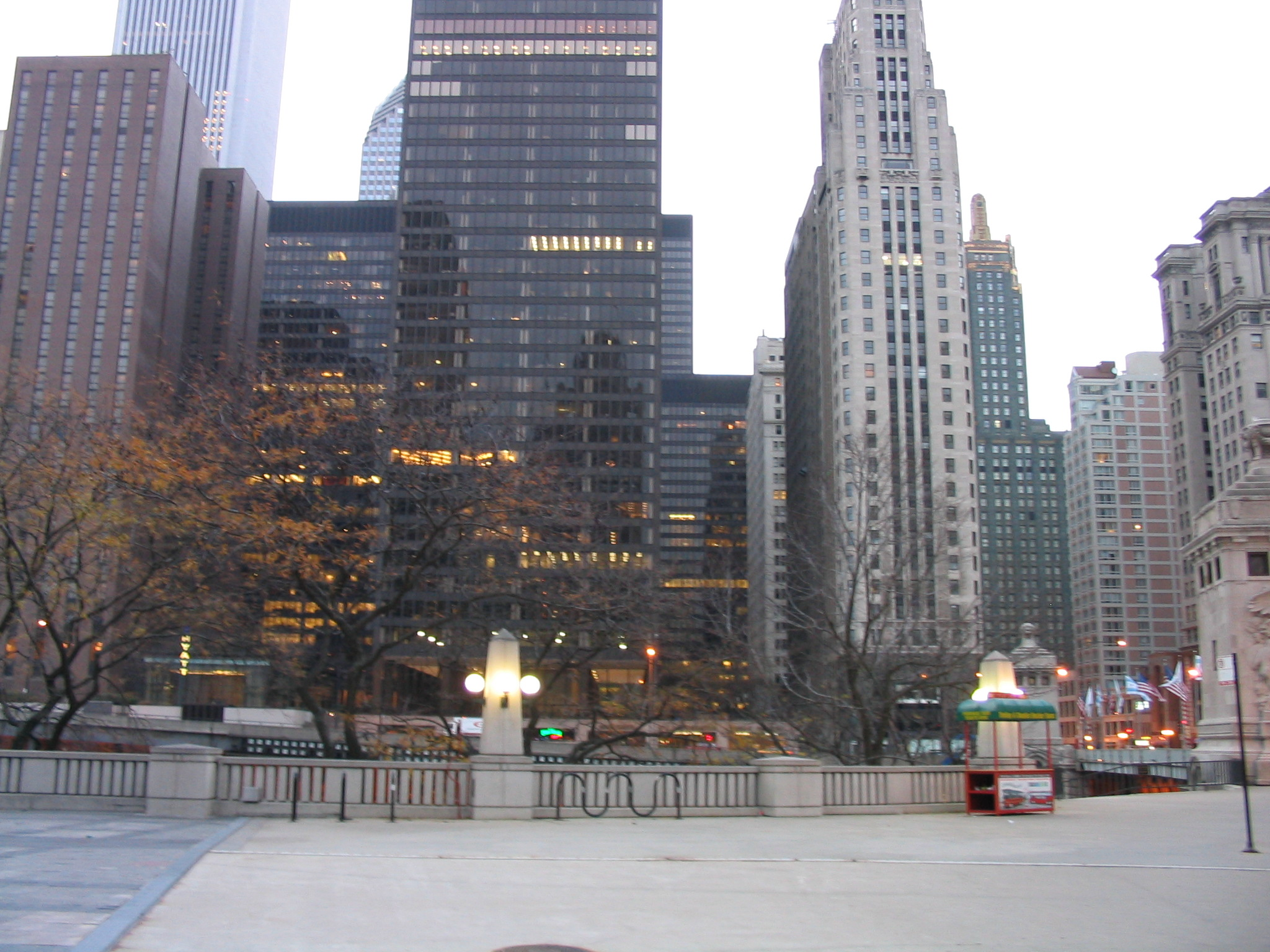
Pohled na část Chicago Loop

Chicago Loop je městská část v centru Chicaga, v americkém státě Illinois. Jmenuje se podle místní nadzemní dráhy, která tuto oblast obkružuje po smyčce (anglicky loop). Oficiální název je „komunitní oblast číslo 32“.
Oblast je na severu a západě ohraničena řekou Chicago, na východě Michiganským jezerem a na jihu částí Near South Side. Celá čtvrť je srdcem Chicaga a spolu s přilehlými oblastmi severně od řeky a jižně od Loopu tvoří downtown (centrum města). Právě zde se nachází velké množství finančních mrakodrapů, např. Willis Tower, nebo Aon Center. Loop se dělí na 4 podskupiny: The Loop, South Loop, Printer's Row a New Eastside.